# Dürnast (Weiherhammer)
Dürnast ist ein Ortsteil der Gemeinde Weiherhammer im Oberpfälzer Landkreis Neustadt a.d.Waldnaab (Bayern).

## Geographie
Das Dorf liegt rund zwölf Kilometer südlich vom Truppenübungsplatz Grafenwöhr.

## Geschichte
Die Siedlung Dürnast geht auf einen mittelalterlichen Rastplatz für Fuhrleute auf dem Losberg am Röthenbach zurück. Dieser sogenannte „Pachstall“ befand sich an der Eisenstraße in der Nähe von Kaltenbrunn, die dem Transport des Eisenerzes von Auerbach in der Oberpfalz zu den Hammerwerken der Umgebung diente.
Am Röthenbach gab es 1416 eine als Hüttenmühle bzw. Lindenmühle bezeichnete Mühle. Um 1500 wurde diese bei einem Dammbruch zerstört und daraufhin an der Stelle des ehemaligen Pachstalls neu aufgebaut. Fortan nannte man sie „Neue Mühle“. Die im Steuerbuch von 1588 genannte Neumühle wurde im Dreißigjährigen Krieg zerstört. 1759 werden für die Neumühle neun männliche Einwohnern erwähnt. 1792 werden erstmals die Namen Neumühle und Dürnast genannt.
1817 gab es in Dürnast eine Ziegelhütte, in der in den Sommer- und Herbstmonaten fünf bis sechs Beschäftigte tätig waren. Der zugehörige Weiler Dürnast besaß damals zusammen mit der durch den Neumühler Weiher getrennten Einöde Neumühle neun Wohngebäude und hatte 73 Einwohner. Nach 1945 entstanden an der Dorfstraße weitere Siedlungshäuser. Wichtige Erwerbsmöglichkeiten waren die Forstwirtschaft und der nahegelegene Truppenübungsplatz Grafenwöhr. Dürnast war ab 1939 ein Ortsteil der Gemeinde Kaltenbrunn. 1972 wurde diese im Zuge der Gemeindegebietsreform aufgelöst und Dürnast nach Weiherhammer eingegliedert.

## Verkehr
Durch Dürnast verläuft in Ost-West-Richtung die Staatsstraße 2166 Weiden-Freihung, die den Mühlbach quert.
Die Staatstrasse 2966 führt nach Kaltenbrunn im Norden.